# Emanuel von und zu Liechtenstein
Emanuel von und zu Liechtenstein (nome completo in tedesco Karl Emanuel Johannes Gabriel Maria Josef; Betliar, 22 ottobre 1908 – Grabs, 18 ottobre 1987) è stato un principe liechtensteinese attivo nel movimento scout.

## Biografia

### Gioventù e seconda guerra mondiale

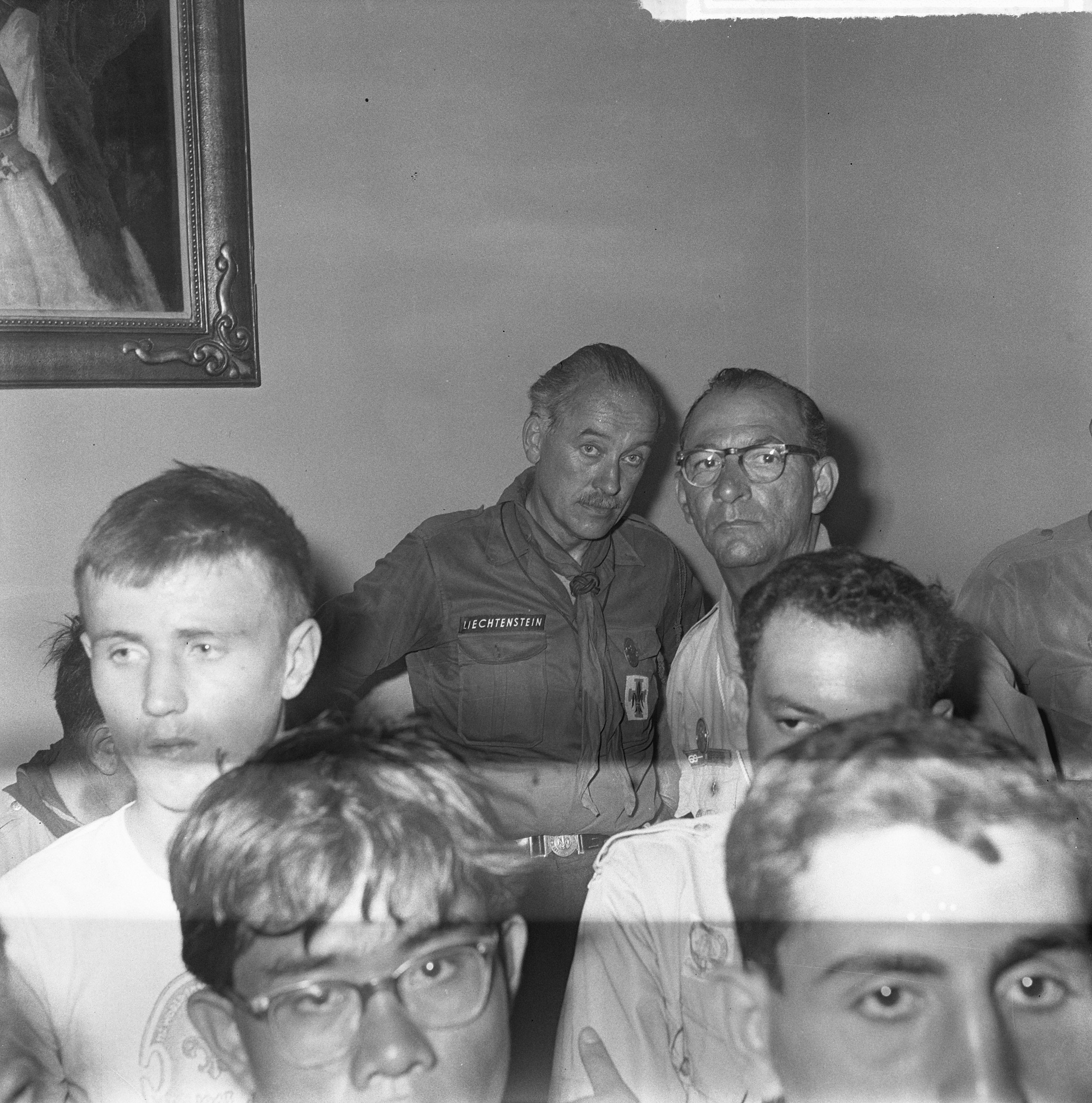
Il principe Emanuel a Maratona, 1963

Il principe Emanuel nacque nel 1908 a Betliar, nell'attuale Slovacchia, secondogenito del principe Johannes e della contessa Mária Gabriella Andrássy de Csíkszentkirály et Krasznahorka (1886-1961). Studiò allo Schottengymnasium di Vienna e nel 1927 entrò all'Università delle Risorse Naturali e delle Scienze della Vita per studiare silvicoltura.
In seguito rilevò la tenuta di famiglia Neuschloss nella Boemia settentrionale e si trasferì prima a Vaduz, poi a Eschen. Nel 1933 entrò nel movimento scout in occasione del 4º Jamboree mondiale. Da allora ricoprì un ruolo chiave nella diffusione dello scautismo in Liechtenstein e nel 1935 salì alla guida del Fürstlich Liechtensteinische Pfadfinderkorps St. Georg  (LFPK). Nel 1937 istituì l'unità scout di Gamprin-Bendern, sottoposto alla sua direzione così come i gruppi di Balzers, Triesen, Triesenberg, Eschen e Nendeln.
Nel corso della seconda guerra mondiale si tenne in contatto con il "Badener Ring", un gruppo segreto di ragazzi scout austriaci e olandesi che interagiva con i rover e i prigionieri di guerra francesi. In particolare, consegnava loro le riviste straniere sullo scautismo e nel 1941 informò gli scout austriaci della morte di Robert Baden-Powell. Dopo la guerra fu celebrato per aver difeso il Liechtenstein dall'influenza del nazismo con i membri del movimento scout.

### Dopoguerra e ultimi anni

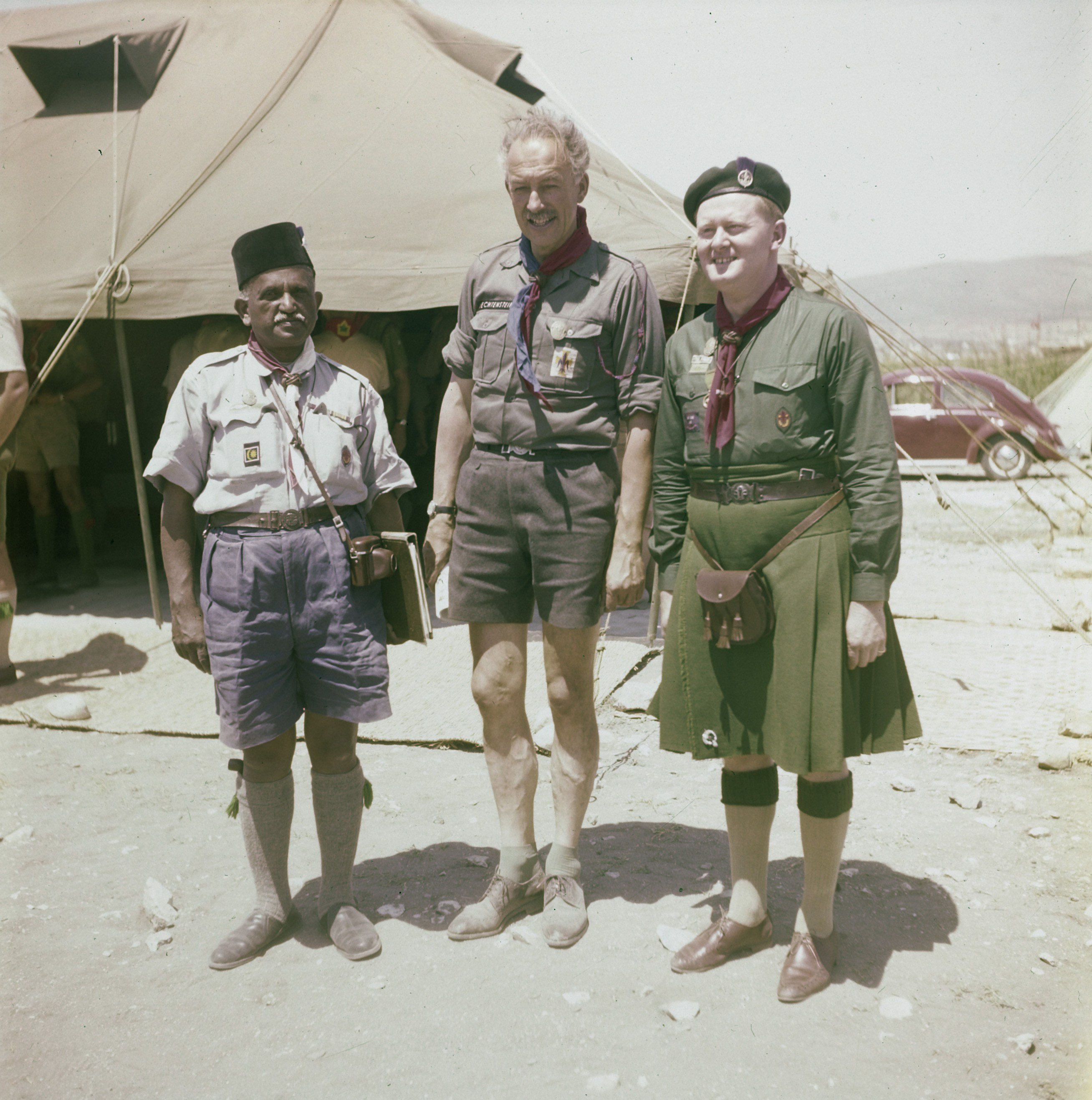
Il principe Emanuel all'11º Jamboree mondiale dello scautismo nel 1963

Nel 1951 guidò la delegazione liechtensteinese al 7º Jamboree mondiale dello scautismo. Nel 1956 prestò aiuto ai rifugiati della rivoluzione ungherese al fianco degli studenti rover austriaci e nel 1969 fondò il movimento scout di Triesenberg. Dal 1970 alla morte governò l'Ordine dei Quattro imperatori. Nel 1971 lasciò al principe Nikolaus le redini della LFPK, divenendone capo onorario, e dal 1974 sino alla morte fu a capo dell'unità scout di Triesen.
Nel 1977 fu l'unico aristocratico che presenziò all'incoronazione di Bokassa I. Entrò come scout onorario nelle unità di Balzers (1979) e Gamprin-Bendern (1981) e nel 1986 istituì una fondazione contro la lebbra a Lomé, in Togo. Morì nel 1987 a Grabs per poi ricevere sepoltura nel cimitero di Bendern. Al suo funerale presenziarono tutte le unità scout del paese. Condusse una vita modesta e fu estremamente popolare in Liechtenstein.

## Titoli e trattamento
- 22 ottobre 1908 - 18 ottobre 1987: Sua Altezza Serenissima, il principe Emanuel von und zu Liechtenstein

## Ascendenza
|                                                             |                  |                                          | Genitori                                             |  |  | Nonni |  |  | Bisnonni                             |  |  | Trisnonni                             |  |
|                                                             |                  |                                          |                                                      |  |  |       |  |  | Francesco di Paola del Liechtenstein |  |  | Giovanni I Giuseppe del Liechtenstein |  |
|                                                             |                  |                                          |                                                      |  |  |       |  |  | Francesco di Paola del Liechtenstein |  |  | Giovanni I Giuseppe del Liechtenstein |  |
|                                                             |                  | Giuseppa di Fürstenberg-Weitra           |                                                      |  |  |       |  |  | Francesco di Paola del Liechtenstein |  |  |                                       |  |
| Alfredo del Liechtenstein                                   |                  |                                          |                                                      |  |  |       |  |  | Francesco di Paola del Liechtenstein |  |  |                                       |  |
|                                                             |                  | Ewa Potocka                              | Alfred Wojciech Potocki                              |  |  |       |  |  |                                      |  |  |                                       |  |
|                                                             |                  | Ewa Potocka                              | Alfred Wojciech Potocki                              |  |  |       |  |  |                                      |  |  |                                       |  |
|                                                             |                  | Ewa Potocka                              | Józefina Maria Czartoryska                           |  |  |       |  |  |                                      |  |  |                                       |  |
| Johannes von und zu Liechtenstein                           |                  | Ewa Potocka                              |                                                      |  |  |       |  |  |                                      |  |  |                                       |  |
|                                                             |                  | Luigi II del Liechtenstein               | Giovanni I Giuseppe del Liechtenstein                |  |  |       |  |  |                                      |  |  |                                       |  |
|                                                             |                  | Luigi II del Liechtenstein               | Giovanni I Giuseppe del Liechtenstein                |  |  |       |  |  |                                      |  |  |                                       |  |
|                                                             |                  | Luigi II del Liechtenstein               | Giuseppa di Fürstenberg-Weitra                       |  |  |       |  |  |                                      |  |  |                                       |  |
| Enrichetta del Liechtenstein                                |                  | Luigi II del Liechtenstein               |                                                      |  |  |       |  |  |                                      |  |  |                                       |  |
|                                                             |                  | Franziska Kinsky von Wchinitz und Tettau | Franz de Paula Joseph Kinsky von Wchinitz und Tettau |  |  |       |  |  |                                      |  |  |                                       |  |
|                                                             |                  | Franziska Kinsky von Wchinitz und Tettau | Franz de Paula Joseph Kinsky von Wchinitz und Tettau |  |  |       |  |  |                                      |  |  |                                       |  |
|                                                             |                  | Franziska Kinsky von Wchinitz und Tettau | Therese von Wrbna und Freudenthal                    |  |  |       |  |  |                                      |  |  |                                       |  |
| Emanuel von und zu Liechtenstein                            |                  | Franziska Kinsky von Wchinitz und Tettau |                                                      |  |  |       |  |  |                                      |  |  |                                       |  |
|                                                             | Emanuel Andrássy | Károly Andrássy                          |                                                      |  |  |       |  |  |                                      |  |  |                                       |  |
|                                                             | Emanuel Andrássy | Károly Andrássy                          |                                                      |  |  |       |  |  |                                      |  |  |                                       |  |
|                                                             | Emanuel Andrássy | Etelka Szapáry                           |                                                      |  |  |       |  |  |                                      |  |  |                                       |  |
| Géza Andrássy                                               | Emanuel Andrássy |                                          |                                                      |  |  |       |  |  |                                      |  |  |                                       |  |
|                                                             |                  | Gabriele Pálffy de Erdöd                 | Ferenc Alajos Pálffy de Erdöd                        |  |  |       |  |  |                                      |  |  |                                       |  |
|                                                             |                  | Gabriele Pálffy de Erdöd                 | Ferenc Alajos Pálffy de Erdöd                        |  |  |       |  |  |                                      |  |  |                                       |  |
|                                                             |                  | Gabriele Pálffy de Erdöd                 | Natalia Erdödy de Monyorókerék et Monoszló           |  |  |       |  |  |                                      |  |  |                                       |  |
| Mária Gabriella Andrássy de Csíkszentkirály et Krasznahorka |                  | Gabriele Pálffy de Erdöd                 |                                                      |  |  |       |  |  |                                      |  |  |                                       |  |
|                                                             |                  | Albrecht-Vincenz von Kaunitz             | Michael Karel von Kaunitz                            |  |  |       |  |  |                                      |  |  |                                       |  |
|                                                             |                  | Albrecht-Vincenz von Kaunitz             | Michael Karel von Kaunitz                            |  |  |       |  |  |                                      |  |  |                                       |  |
|                                                             |                  | Albrecht-Vincenz von Kaunitz             | Eleonore Woracziczky-Bissingen                       |  |  |       |  |  |                                      |  |  |                                       |  |
| Eleonora von Kaunitz-Rietberg                               |                  | Albrecht-Vincenz von Kaunitz             |                                                      |  |  |       |  |  |                                      |  |  |                                       |  |
|                                                             |                  | Elisabeth von Thun und Hohenstein        | Leopold von Thun und Hohenstein                      |  |  |       |  |  |                                      |  |  |                                       |  |
|                                                             |                  | Elisabeth von Thun und Hohenstein        | Leopold von Thun und Hohenstein                      |  |  |       |  |  |                                      |  |  |                                       |  |
|                                                             |                  | Elisabeth von Thun und Hohenstein        | Elisabeth Mladotova ze Solopisk                      |  |  |       |  |  |                                      |  |  |                                       |  |
|                                                             |                  | Elisabeth von Thun und Hohenstein        |                                                      |  |  |       |  |  |                                      |  |  |                                       |  |